# سوسن ظفري
السوسن الظفري أو السوسن الكريتي أو سوسن الجزائر (باللاتينية: Iris unguicularis) هو أحد أنواع السوسن من الفصيلة السوسنية.

## الموئل والانتشار
ينتشر في حوض البحر الأبيض المتوسط، حيث سجل وجوده في بلاد الشام والمغرب العربي وتركيا واليونان.

## الوصف النباتي
زهرته صفراء.